# Parfino
Parfino – osiedle typu miejskiego w Rosji, w obwodzie nowogrodzkim. W 2010 roku liczyło 7492 mieszkańców.